# Малый Косец
Малый Косец (устар. Малый Косес) — река в России, протекает по территории Каргасокского района Томской области. Устье реки находится в 68 км по правому берегу реки Косец. Длина реки составляет 72 км.
В 19 км от устья, по правому берегу реки впадает река Киликейкина.

## Данные водного реестра
По данным государственного водного реестра России относится к Верхнеобскому бассейновому округу, водохозяйственный участок реки — Обь от впадения реки Васюган до впадения реки Вах, речной подбассейн реки — Васюган. Речной бассейн реки — (Верхняя) Обь до впадения Иртыша.